# Joseph Ghys
Pour les articles homonymes, voir Ghys.
Joseph Ghys, né à Gand (Belgique) vers 1801 et mort à Saint-Pétersbourg (Russie) le 22 août 1848, est un violoniste et compositeur belge.

## Œuvres
- Amaryllis « Louis XIII », gavotte pour violon, violoncelle et piano
- Clair de Lune, pour violon et piano
- Variations brillantes et concertantes sur l'air "God Save the King"; composées avec Adrien-François Servais